# Colby O
 (septembre 2017).
Si vous disposez d'ouvrages ou d'articles de référence ou si vous connaissez des sites web de qualité traitant du thème abordé ici, merci de compléter l'article en donnant les références utiles à sa vérifiabilité et en les liant à la section « Notes et références ».
Singles
1. What You Got
Sortie : 26 février 2008
2. Don't Turn Back
Sortie : 24 juin 2008
3. Let You Go
Sortie : 17 février 2009

Colby O est le premier album, sorti en 2008, de Colby O'Donis connu pour avoir chanté Just Dance avec Lady Gaga et Beautiful avec Akon.
Les chansons les plus connues de cet album sont What You Got (featuring Akon) et Don't Turn Back.

## Liste des titres
| 1.    | What You Got (featuring Akon)      | Aliaune Thiam, Giorgio Tuinfort                                                   | 4:03 |
| 2.    | Sophisticated Bad Girl             | Colby O'Donis Colon, Kamau Georges, Clinton Sparks, A. Thiam                      | 4:03 |
| 3.    | She Wanna Go (featuring Paul Wall) | C. Colon, Paul Michael Slayton, A. Thiam                                          | 3:38 |
| 4.    | Let You Go                         | C. Colon, A. Thiam, G. Tuinfort                                                   | 3:35 |
| 5.    | Don't Turn Back                    | C. Colon, K. Georges, C. Sparks, A. Thiam                                         | 4:07 |
| 6.    | Under My Nose                      | C. Colon, A. Thiam, G. Tuinfort                                                   | 3:43 |
| 7.    | Take You Away (featuring Romeo)    | C. Colon, Percy Romeo Miller, Jr.                                                 | 3:34 |
| 8.    | Natural High (featuring T-Pain)    | C. Colon, David Balfour, Frank Romano, A. Thiam, Faheem Najm                      | 3:19 |
| 9.    | Saved You Money                    | C. Colon                                                                          | 3:03 |
| 10.   | Thinking About Ya                  | C. Colon, D. Moore, C. Sparks, A. Thiam                                           | 3:49 |
| 11.   | Tell Me This                       | C. Colon, A. Thiam                                                                | 3:53 |
| 12.   | Game for You                       | C. Colon, Kay-Ta Matsuno                                                          | 3:24 |
| 13.   | Follow You                         | C. Colon, D. Moore, C. Sparks, A. Thiam                                           | 3:33 |
| 14.   | The Difference                     | C. Colon, Christopher "Tricky" Stewart, Terius Nash, James Bunton, Corron Ty Cole | 4:06 |
| 15.   | Hustle Man                         | C. Colon, Sigfredo Colon, A. Thiam                                                | 3:06 |
| 54:56 |                                    |                                                                                   |      |

| Titres bonus [réf. nécessaire] | Titres bonus [réf. nécessaire]                  | Titres bonus [réf. nécessaire]  | Titres bonus [réf. nécessaire] | Titres bonus [réf. nécessaire] | Titres bonus [réf. nécessaire] | Titres bonus [réf. nécessaire] | Titres bonus [réf. nécessaire] | Titres bonus [réf. nécessaire] | Titres bonus [réf. nécessaire] |
| No                             | Titre                                           | Auteur                          | Durée                          |                                |                                |                                |                                |                                |                                |
| ------------------------------ | ----------------------------------------------- | ------------------------------- | ------------------------------ | ------------------------------ | ------------------------------ | ------------------------------ | ------------------------------ | ------------------------------ | ------------------------------ |
| 16.                            | What You Got (Spanish Version) (featuring Akon) | C. Colon, A. Thiam, G. Tuinfort | 4:07                           |                                |                                |                                |                                |                                |                                |
| 17.                            | What You Got (Acoustic) (featuring Akon)        | A. Thiam, G. Tuinfort           | 4:32                           |                                |                                |                                |                                |                                |                                |
| 63:35                          |                                                 |                                 |                                |                                |                                |                                |                                |                                |                                |